# August Laskus

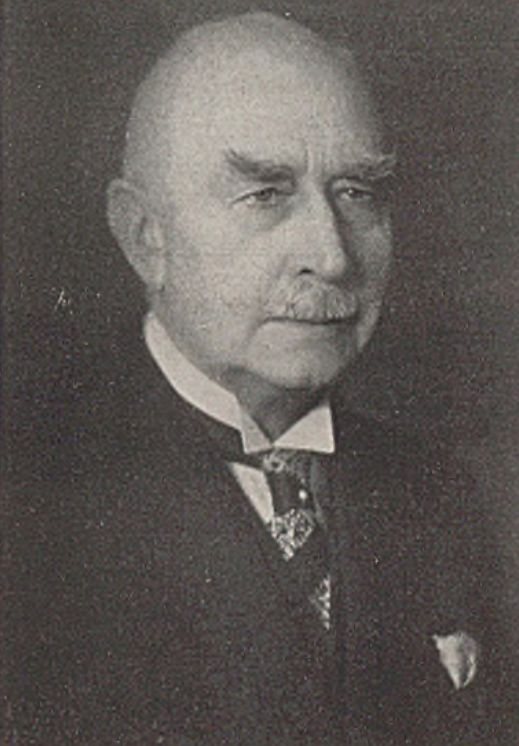
August Laskus

August Laskus (* 1859; † 1946) war ein deutscher Bauingenieur.
Laskus stammte aus Köln. Er wurde 1885 Regierungs-Maschinenbauführer und war später geheimer Regierungsrat in Berlin.
1911 bearbeitete er den Abschnitt Festigkeitslehre in der Hütte.
Er war ab 1923 Herausgeber des Beton-Kalenders und von 1923 bis 1939 Herausgeber der Zeitschrift Bautechnik im Verlag Ernst und Sohn.

## Schriften
- mit H. Lang:  Schwungräder und Centrifugalpendel-Regulatoren : Deren Theorie und Berechnung zum Gebrauch für Ingenieure, Maschinenconstructeure u. technische Lehranstalten bearbeitet, Leipzig 1882, 2. Auflage 1884
- mit Gustav Tolkmitt: Leitfaden für das Entwerfen und die Berechnung gewölbter Brücken, 2. Auflage, Ernst und Sohn 1902 (Laskus bearbeitete die 2. Auflage)
- Hölzerne Brücken:  statische Berechnung und Bau der gebräuchlichsten Anordnungen, Ernst und Sohn 1918, 8. Auflage 1955